# Liste des monuments de Sidi Ifni
Ceci est une liste des monuments classés par le ministère de culture marocain aux alentours de Sidi Ifni.
| Identifiant monument         | Site      | Monument                                   | Adresse | Date de classement | Décret | Coordonnées                         | Illustration                               |                       |
| ---------------------------- | --------- | ------------------------------------------ | ------- | ------------------ | ------ | ----------------------------------- | ------------------------------------------ | --------------------- |
| pc_architecture/idpcm:BF6250 | Sidi Ifni | Lbarkou (d)                                |         |                    |        | à géolocaliser                      | Image manquante Téléverser                 | Télécharger une image |
| pc_architecture/sanae:010258 | Sidi Ifni | Adadir-n-Dou Lhaj (d)                      |         |                    |        | à géolocaliser                      | Image manquante Téléverser                 | Télécharger une image |
| pc_architecture/idpcm:716B   | Sidi Ifni | ancien consulat d'Espagne à Sidi Ifni (en) |         |                    |        | 29° 22′ 53″ nord, 10° 10′ 33″ ouest | ancien consulat d'Espagne à Sidi Ifni (en) | Télécharger une image |